# 川東村 (福島県)
川東村（かわひがしむら）は福島県石川郡にかつて存在した村である。

## 地理
- 現在の須賀川市、旧須賀川市の東部に位置する。
- 村は阿武隈川の東岸に位置する。

## 歴史
村名は、かつて存在した河東郷に由来する。

### 村域の変遷
- 1889年（明治22年）4月1日 - 町村制施行により、小作田村・市野関村・日照田村・田中村・上小山田村・下小山田村が合併し岩瀬郡川東村が発足。
- 1955年（昭和30年）1月1日 - 大森田村と合併し大東村が発足。同日川東村廃止。

変遷表
| 1868年 以前 | 1868年 以前 | 明治22年 4月1日 | 昭和30年 1月1日 | 昭和42年 2月1日 | 現在     |
| ----------- | ----------- | --------------- | --------------- | --------------- | -------- |
|             | 小作田村    | 川東村          | 大東村          | 須賀川市 に編入 | 須賀川市 |
|             | 市野関村    | 川東村          | 大東村          | 須賀川市 に編入 | 須賀川市 |
|             | 日照田村    | 川東村          | 大東村          | 須賀川市 に編入 | 須賀川市 |
|             | 田中村      | 川東村          | 大東村          | 須賀川市 に編入 | 須賀川市 |
|             | 上小山田村  | 川東村          | 大東村          | 須賀川市 に編入 | 須賀川市 |
|             | 下小山田村  | 川東村          | 大東村          | 須賀川市 に編入 | 須賀川市 |

## 大字
- 小作田（こさくだ）
- 市野関（いしのせき）
- 日照田（ひでりだ）
- 田中（たなか）
- 上小山田（かみおやまだ）
- 下小山田（しもおやまだ）

## 人口・世帯

### 人口
総数 [単位： 人]
| 1889年（明治22年） | 2,014 |
| 1920年（大正 9年） | 2,379 |
| 1947年（昭和22年） | 3,770 |

### 世帯
総数 [単位： 世帯]
| 1920年（大正 9年） | 457 |
| 1947年（昭和22年） | 656 |

## 交通（廃止直前）

### 鉄道
- 日本国有鉄道（ → 東日本旅客鉄道）
  - ■水郡線
    - 川東駅